# Liste des sous-marins de l'Égypte
La liste des sous-marins de l'Égypte rassemble les sous-marins commandés ou exploités par la Marine égyptienne au fil des ans.

## Navires en service

### Classe Romeo
L'Égypte exploite depuis le début des années 1980 4 sous-marins de classe Romeo de 1 830 tonnes, de conception soviétique et fabriqués en Chine dans une configuration améliorée appelée « Type 033 ». Ces navires ont été reçus par la marine égyptienne entre 1982 et 1984. Ils ont été modernisés par les États-Unis pour pouvoir lancer des missiles UGM-84 Harpoon en plus de leurs 8 tubes lance-torpilles de 21 pouces (533 mm) et 14 torpilles.
- S-849[2]
- S-852[2]
- S-855[2]
- S-858[2]

### Type 209
L'Égypte dispose également de 4 sous-marins conventionnels Diesel-électriques allemands de type 209/1400,,. Ces bâtiments de 1 586 tonnes de déplacement sont armés de 8 tubes lance-torpilles de 21 pouces (533 mm) et 14 torpilles SeaHake mod 4 ou missiles UGM-84L Harpoon Block II.
- S41 (861)[2] : lancé en décembre 2015[8] et entré en service le 19 avril 2017[9],[10].
- S42 (864)[2] : lancé en décembre 2016[11],[12] et remis à la marine égyptienne le 8 août 2017 à Kiel[13].
- S43 (867)[2] : lancé le 3 mai 2019 et remis officiellement à la marine égyptienne le 9 avril 2020[14] à Kiel[15].
- S44 (870)[2] : lancé le 29 septembre 2020 et remis officiellement à la marine égyptienne le 8 juillet 2021 à Kiel[16],[17].

## Sous-marins planifiés
En mars 2022, il est annoncé par des sources concordantes que l'Égypte s’était déclarée intéressée par l’achat en France de sous-marins conventionnels de type Barracuda conçu par l'industriel français Naval Group, du type qui avait été commandé par l’Australie sous le nom de classe Attack, pour 12 sous-marins de 4 500 tonnes, avant que ce pays ne dénonce le contrat d’un montant de 56 milliards d'euros et qui aurait créé 650 emplois en France et 350 en Australie. L’Australie a finalement opté pour des sous-marins à propulsion nucléaire fabriqués aux États-Unis dans le cadre de l'alliance AUKUS (Australia, United Kingdom & United States), provoquant ainsi une crise diplomatique entre la France, les États-Unis et l’Australie. A ce stade, on ne sait pas combien de navires seraient commandés par l'Égypte ni le montant total du contrat. L’Égypte est un important débouché pour les exportations d'armement françaises, en raison de la nouvelle politique allemande en la matière et de l'embargo international sur les armes russes. Le Caire a déjà acheté de nombreux systèmes d'armes français : avions Dassault Rafale et Airbus A330 MRTT, satellite d'observation Airbus Defence and Space, radars 3D de défense aérienne à longue portée Thales Ground Master 400, porte-hélicoptères, frégates de type FREMM et corvettes de classe Gowind. Outre les sous-marins Barracuda, l'Égypte s’est déclarée également intéressée par l'achat d'un porte-avions d'occasion, qui embarquerait une vingtaine de Rafale en version Marine. Cet avion de combat est déjà en service dans l'armée de l'air égyptienne en version basée à terre. Avec 24 Rafale acquis en 2015 et 30 autres commandés en mai 2021, l'Égypte dispose déjà de la seconde plus importante flotte au monde de cet appareil, après l’Armée de l'air et de l'espace française,,.
Il est à noter que cette annonce égyptienne intervient peu de temps après que l’Indonésie se soit également déclarée acquéreur de sous-marins français de classe Scorpène conçus par Naval Group et de 42 avions Rafale,,,.